# جیورجیو ونتورین
جیورجیو ونتورین (به ایتالیایی: Giorgio Venturin) بازیکن فوتبال و اهل ایتالیا است که از سال ۱۹۹۲ میلادی عضو تیم ملی فوتبال ایتالیا بوده و در ۱ بازی ملی حضور داشته‌است. او در بازی‌های ملی‌اش گلی به ثمر نرساند.
جیورجیو ونتورین آخرین بازی ملی خود را در سال ۱۹۹۲ میلادی انجام داد.